# Intersect by Lexus
Intersect by Lexus – sieć luksusowych klubów utworzona przez japońską markę motoryzacyjną Lexus. Kluby są miejscami spotkań kulturalnych i wystaw, znajdują się w nich restauracje oraz butki, w których można kupić przedmioty firmowane logiem Lexusa. Pierwszy klub Intersect by Lexus powstał w Tokio, a kolejne w Dubaju i Nowym Jorku.